# Strada statale 307 del Santo
La Strada regionale 307 del Santo (SR 307), un tempo Strada statale 307 del Santo (SR 307), nota ancora oggi più semplicemente come statale del Santo; è una strada regionale italiana che collega Padova e la provincia di Treviso.
La denominazione originaria della strada era strada statale 307 di Camposampiero come indicato nel decreto di classificazione: D.M. 30/03/1961 - G.U. 145 del 15/06/1961

## Percorso
L'arteria ha origine a Padova ed esce dal centro abitato in direzione nord-est superando il fiume Brenta. Il percorso è caratterizzato nei primi chilometri dalla presenza del torrente Muson dei Sassi (di cui costeggia la sponda sinistra), e dall'attraversamento di diversi centri urbani quali Mejaniga, frazione di Cadoneghe, e Campodarsego.
La strada attraversa quindi il torrente e il fiume Tergola, prosegue con percorso sempre rettilineo lambendo San Giorgio delle Pertiche e passando per Camposampiero. La strada continua quindi per Loreggia, innestandosi infine sulla ex strada statale 245 Castellana nei pressi di Resana.
La sua importanza era notevole già nel passato: costituì il primo tratto della via Aurelia, tracciata in epoca romana per collegare Padova ad Asolo, e rappresentò uno dei cardi che definivano la centuriazione a nord di Padova.
In seguito al decreto legislativo n. 112 del 1998, dal 1º ottobre 2001 la gestione è passata dall'ANAS alla Regione Veneto; dal 20 dicembre 2002 la gestione è ulteriormente passata alla società Veneto Strade.

## Tabella percorso
| del Santo | |      |                            |           |
| Tipo      | Indicazione | ↓km↓ | Comune                     | Provincia |
|           | Padova Ex Padana Superiore Torino - Milano - Verona - Venezia                                                                                              | 0,0  | Padova                     | PD        |
|           | Porta Molino Via S. Fermo Via S. Pietro | 0,2  | Padova                     | PD        |
|           | Ponte Molino sul fiume Bacchiglione | 0,3  | Padova                     | PD        |
|           | Basilica del Carmine Via Beato Pellegrino | 0,4  | Padova                     | PD        |
|           | Piazzale Mazzini Via Giotto | 0,6  | Padova                     | PD        |
|           | Via Trieste | 0,7  | Padova                     | PD        |
|           | Stazione F.S. di Padova Via Fra' Paolo Sarpi Via Niccolò Tommaseo                                                                                          | 0,9  | Padova                     | PD        |
|           | Inizio tratta condivisa con la rete tranviaria di Padova                                                                                                   | 1,0  | Padova                     | PD        |
|           | Cavalcavia sulla stazione di Padova e via Jacopo Avanzo | 1,1  | Padova                     | PD        |
|           | della Valsugana Trento - Bassano del Grappa - Cittadella - Limena                                                                                          | 1,4  | Padova                     | PD        |
|           | Via Pietro Selvatico Via Tullio Lombardo | 1,6  | Padova                     | PD        |
|           | Viale dell'Arcella Via Tiziano Minio | 1,8  | Padova                     | PD        |
|           | Via Niccolò Machiavelli Via Francesco Guicciardini | 2,1  | Padova                     | PD        |
|           | Via Tiziano Vecellio Via Giovanni d'Allemagna | 2,3  | Padova                     | PD        |
|           | Piazzale Azzurri D'Italia Via Luigi Pierobon | 2,6  | Padova                     | PD        |
|           | Via Antonio Zanchi Via Ansuino da Forlì | 2,8  | Padova                     | PD        |
|           | Via Giovanni Duprè Via Guido Reni | 3,2  | Padova                     | PD        |
|           | Fine tratta condivisa con la rete tranviaria di Padova | 3,5  | Padova                     | PD        |
|           | Supermercato | 3,6  | Padova                     | PD        |
|           | Tangenziale NORD di Padova Noalese Treviso - Zero Branco - Santa Maria di Sala - Vigonza della Valsugana Trento - Bassano del Grappa - Cittadella - Limena | 3,7  | Padova                     | PD        |
|           | Cavalcavia sotto la Autostrada Serenissima | 3,9  | Padova                     | PD        |
|           | Zona commerciale di Pontevigodarzere Capolinea Nord della tranviaria di Padova                                                                             | 4,2  | Padova                     | PD        |
|           | Ponte sul fiume Brenta | 4,7  | Padova                     | PD        |
|           | Brentana Vigodarzere - Villa del Conte | 5,0  | Padova                     | PD        |
|           | Ponte sul fiume Muson dei Sassi | 5,1  | Cadoneghe                  | PD        |
|           | delle Centurie Reschigliano - Borgoricco Brentana Vigonza - Peraga - Cadoneghe                                                                             | 5,3  | Cadoneghe                  | PD        |
|           | Castagnara | 6,1  | Cadoneghe                  | PD        |
|           | Nuova Strada regionale del Santo uscita Bragni / Bagnoli                                                                                                   | 7,6  | Cadoneghe                  | PD        |
|           | Zona industriale Mezzavia | 8,3  | Cadoneghe                  | PD        |
|           | di Terraglione Saletto | 8,7  | Cadoneghe                  | PD        |
|           | Nuova Strada regionale del Santo uscita Reschigliano Zona industriale di Campodarsego                                                                      | 9,1  | Campodarsego               | PD        |
|           | Campodarsego di Sant'Andrea Villanova - Murelle | 11,1 | Campodarsego               | PD        |
|           | del Mulino Curtarolo - Santa Maria di Non - Cavino | 11,3 | Campodarsego               | PD        |
|           | delle Centurie Bronzola Nuova Strada regionale del Santo uscita Campodarsego                                                                               | 12,6 | Campodarsego               | PD        |
|           | Desman Borgoricco - San Michele delle Badesse Centro commerciale "Le Centurie"                                                                             | 15,4 | San Giorgio delle Pertiche | PD        |
|           | Desman San Giorgio delle Pertiche - Arsego - Piazzola sul Brenta                                                                                           | 15,8 | San Giorgio delle Pertiche | PD        |
|           | dell'Orcone Santa Giustina in Colle Zona industriale di Camposampiero                                                                                      | 29,3 | Camposampiero              | PD        |
|           | Ospedale Pietro Cosma di Camposampiero | 18,3 | Camposampiero              | PD        |
|           | del Muson Vecchio Massanzago - Sandono | 18,6 | Camposampiero              | PD        |
|           | Stazione F.S. di Camposampiero | 19,0 | Camposampiero              | PD        |
|           | Centro storico di Camposampiero | 19,2 | Camposampiero              | PD        |
|           | Commerciale Fratte - Onara - Cittadella | 19,4 | Camposampiero              | PD        |
|           | di Sant'Ambrogio Rustega - Fossalta - Trebaseleghe - Badoere                                                                                               | 19,9 | Camposampiero              | PD        |
|           | Ponte sul Muson dei Sassi | 20,3 | Loreggia                   | PD        |
|           | Cavalcavia sotto la ex Ferrovia Treviso - Ostiglia (ora ciclovia)                                                                                          | 20,6 | Loreggia                   | PD        |
|           | Nuova Strada regionale del Santo uscita Loreggia Villa Wollemborg                                                                                          | 21,5 | Loreggia                   | PD        |
|           | Loreggia di Marzenego Piombino Dese | 22,0 | Loreggia                   | PD        |
|           | Sanguettara Loreggiola | 22,1 | Loreggia                   | PD        |
|           | Zona industriale di Loreggia | 22,8 | Loreggia                   | PD        |
|           | Supermercato | 23,6 | Loreggia                   | PD        |
|           | Via Boscalto Ovest Via Boscalto Est | 23,9 | Loreggia                   | PD        |
|           | Nuova Strada regionale del Santo uscita Resana | 24,3 | Resana                     | TV        |
|           | Zona industriale di Resana | 25,2 | Resana                     | TV        |
|           | Castellana Trebaseleghe - Scorzè - Mestre di Vedelago Montebelluna - Vedelago - Castelminio                                                                | 25,9 | Resana                     | TV        |
|           | Castellana Rosà - Rossano - Castelfranco Veneto - Trebaseleghe - Scorzè - Mestre Resana                                                                    | 26,0 | Resana                     | TV        |

## Strada Statale 307 var del Santo

Uscita "Boscalto" della Strada regionale 308 nuova del Santo

La ex strada statale 307 var del Santo (SS 307 var), ora parte della strada regionale 308 Nuova del Santo (SR 308), è una strada regionale italiana che collega il sistema tangenziale di Padova con la provincia di Treviso.
La strada ha origine al termine della tangenziale Est di Padova senza soluzione di continuità, a partire dallo svincolo Padova Est dell'A4 Torino-Trieste. Il primo tratto costituisce una parte del sistema tangenziale di Padova fino allo svincolo per Vigonza. Il tracciato prosegue quindi parallelo alla ex SS 307 fino a San Michele delle Badesse, nel comune di Borgoricco.
In seguito al decreto legislativo n. 112 del 1998, dal 1º ottobre 2001 la gestione è passata dall'ANAS alla Regione Veneto; dal 20 dicembre 2002 la gestione è ulteriormente passata alla società Veneto Strade.
Successivamente a tale trasferimento, precisamente il 12 novembre 2007 la strada è stata prolungata, fino a Resana.
Il 25 marzo 2011 il progetto è stato completato con l'inaugurazione dell'ultimo tratto, da Resana alla tangenziale di Castelfranco Veneto.

### La Bretella di Loria: un collegamento tra Padova e la Pedemontana Veneta
Nel maggio 2018 i sindaci delle province di Vicenza e Treviso si riunirono e decisero di collaborare per creare una bretella dal casello della Superstrada Pedemontana Veneta di Loria - Mussolente alla nuova strada del Santo. L'intento è quello di creare una superstrada Padova - Bassano del Grappa con eventuale proseguimento con la Statale 47 della Valsugana per Trento. L'accordo è stato trovato ed approvato dalla regione Veneto, con l'arrivo dei primi finanziamenti si realizzerà la bretella in sé, mentre l'obiettivo successivo sarà il raddoppio di corsie di una delle arterie più trafficate del veneto, come trattato negli obiettivi del Piano Regionale dei Trasporti 2020 - 2030.